# Constantin Tuzu
Constantin Tuzu (1912 - 1992) a fost un inginer român și ministru în guvernele: Stoica (2) și Maurer (1). 

## Biografie
Constantin Tuzu s-a născut în Buzău unde a absolvit ca șef de promoție liceul Bogdan Petriceicu Hașdeu. Ulterior, a făcut Școala Superioară de Ofițeri, de unde a ieșit maior cu calificativul „excepțional”. A renunțat la cariera militară absolvind Politehnica București în anul 1942 cu calificativul „foarte bine”. 
Ulterior, a lucrat ca inginer în uzinele Malaxa din București.
Pentru integritatea, cinstea și calificarea deosebită în meseria de inginer de care a dat dovadă pe tot parcursul carierei a fost numit succesiv în diverse funcții de conducere.
Constantin Tuzu a fost ministrul industriei grele în Guvernul Chivu Stoica (2) (1 iulie 1960 - 20 martie 1961), ministrul metalurgiei și construcțiilor de mașini în Guvernul Ion Gh. Maurer (1) (21 martie 1961 - 31 octombrie 1963). După această dată, acest minister a fost divizat în două ministere, cel al Industriei Metalurgice și cel al Industriei Constructoare de Mașini. 
A fost vicepreședinte al Consiliului de Miniștri, în  Guvernul Ion Gh. Maurer (1), în perioada 31 octombrie 1963 - 17 martie 1965.
Constantin Tuzu a fost membru PMR.

## Decorații
- Medalia „40 de ani de la înființarea Partidului Comunist din Romînia” (6 mai 1961) „pentru merite în activitatea de partid și întărirea regimului democrat-popular”[2]
- Ordinul „Steaua Republicii Populare Romîne” clasa I (18 august 1964) „pentru merite deosebite în opera de construire a socialismului, cu prilejul celei de a XX-a aniversări a eliberării patriei”[3]
- Ordinul „Tudor Vladimirescu” clasa a V-a (30 aprilie 1966) „cu prilejul celei de-a 45-a aniversări de la înființarea Partidului Partidului Comunist din România, pentru merite deosebite în opera de construire a socialismului”[4]

## Scrieri
- Industria socialistă - temelia dezvoltării armonioase și rapide a economiei R.P.R., București, Editura Politică, 1964;
- Motoare Diesel (coautor C. Motoiu), (București: Editura Tehnică, 1971);
- Tehnologie și calitate în fabricarea mașinilor și utilajelor, (București: Editura Tehnică, 1973).